# Кызылту (Костанайская область)
Кызылту (каз. Қызылту) — село в Мендыкаринском районе Костанайской области Казахстана. Входит в состав Будённовского сельского округа. Код КАТО — 395639200.

## Население
В 1999 году население села составляло 266 человек (148 мужчин и 118 женщин). По данным переписи 2009 года, в селе проживало 213 человек (109 мужчин и 104 женщины). По данным переписи 2021 года, в селе проживало 139 человек (72 мужчины и 67 женщин).